# Molly Picon
Pour les articles homonymes, voir Picon (homonymie).
Molly Picon (yiddish: מאָלי פּיקאָן) (28 février 1898 – 5 avril 1992) est une actrice et chanteuse américaine du XXe siècle, ayant exercé sur scène, grand et petit écran. 
Vedette du théâtre yiddish, elle diversifie ensuite sa production, jouant dans des films muets et parlants, des comédies musicales, des émissions radiophoniques, etc. Elle est considérée comme une icône parmi les Juifs américains de la seconde génération.

## Éléments biographiques
Molly Picon naît à New York dans une famille juive émigrée de Pologne, sous le nom de Malka Opiekun. Elle fait ses débuts au théâtre yiddish à l’âge de 6 ans, commence à se produire à l’Arch Street Theatre de New York et devient l’une des vedettes du théâtre yiddish de la Deuxième Avenue. 
Fortement populaire dans les années 1920, elle ouvre en 1931 le Molly Picon Theatre et joue dans de nombreux films, muets pour la plupart. Dans l’un de ceux-ci, elle interprète la fille née en Amérique d’un Juif avec lequel elle repart en Galicie. Jacob Kalich, qu’elle a épousé en 1919, figure également au générique de ce film qui illustre le choc des cultures entre la vieille et la nouvelle génération juive. 
Son film le plus célèbre, Yidl Mit'n Fidl (1936), a été tourné en Pologne, ainsi que Mamele.
Avec le déclin du théâtre yiddish, Molly Picon joue dans des productions anglophones. Elle fait ses débuts sur cette scène en 1940.

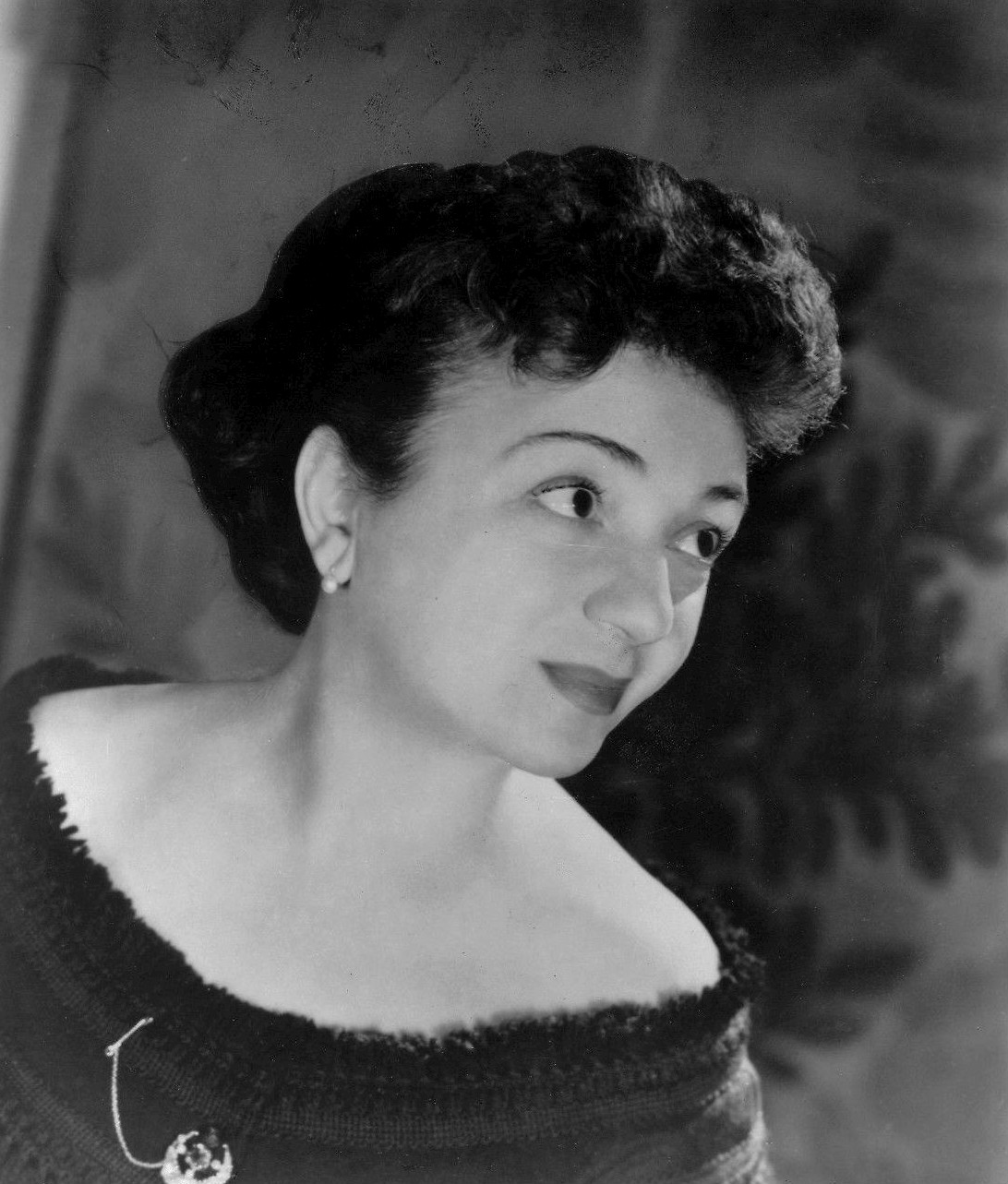
Molly Picon en 1958

Elle apparaît en haut de l’affiche dans la comédie musicale Milk and Honey de Jerry Herman, jouée à Broadway en 1961. En 1966, elle claque la porte de la comédie Chu Chem qui se produit alors à Philadelphie et ne parviendra pas jusque Broadway.
Au cinéma, elle est à l'écran en 1948 dans The Naked City. Elle obtient son premier grand rôle parlant dans T'es plus dans la course, papa ! (1963), avec Frank Sinatra. Elle est aussi Yente l’entremetteuse dans la version filmée d’Un violon sur le toit en 1971, jouant ensuite des rôles d’importances diverses au cinéma et à la télévision. 
Induite à l’American Theatre Hall of Fame en 1981, Molly Picon décède en 1992 des suites de la maladie d’Alzheimer. Elle est enterrée au Mount Hebron Cemetary, dans la section 67, réservée aux personnalités du théâtre yiddish.

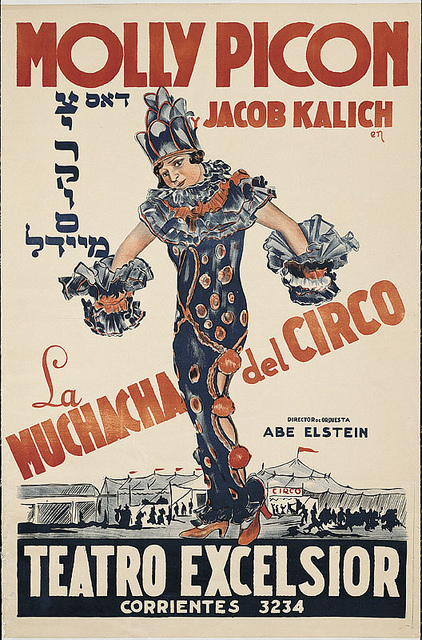
Poster de Molly Picon pour la pièce La Muchacha del Circo

## Œuvre
Molly Picon a rédigé en 1962 une biographie de sa famille, intitulée So Laugh a Little, ainsi qu’une autobiographie intitulée Molly, en 1980. Sa correspondance et d’autres papiers sont conservés à l’American Jewish Historical Society et au YIVO.